# Lista planetelor minore: 104001–105000
| Nume                                                | Denumire provizorie                                 | Data descoperirii                                   | Locul descoperirii                                  | Descoperitor(i)                                     |                                                     |                                                     |                                                     |                                                     |                                                     |                                                     |                                                     |                                                     |                                                     |                                                     |                                                     |                                                     |                                                     |                                                     |                                                     |                                                     |                                                     |                                                     |                                                     |                                                     |                                                     |                                                     |                                                     |                                                     |                                                     |                                                     |                                                     |                                                     |                                                     |                                                     |                                                     |                                                     |                                                     |                                                     |                                                     |                                                     |                                                     |                                                     |                                                     |                                                     |                                                     |                                                     |                                                     |                                                     |                                                     |
| 104001–104100 Lista planetelor minore/104001–104100 | 104001–104100 Lista planetelor minore/104001–104100 | 104001–104100 Lista planetelor minore/104001–104100 | 104001–104100 Lista planetelor minore/104001–104100 | 104001–104100 Lista planetelor minore/104001–104100 | 104101–104200 Lista planetelor minore/104101–104200 | 104101–104200 Lista planetelor minore/104101–104200 | 104101–104200 Lista planetelor minore/104101–104200 | 104101–104200 Lista planetelor minore/104101–104200 | 104101–104200 Lista planetelor minore/104101–104200 | 104201–104300 Lista planetelor minore/104201–104300 | 104201–104300 Lista planetelor minore/104201–104300 | 104201–104300 Lista planetelor minore/104201–104300 | 104201–104300 Lista planetelor minore/104201–104300 | 104201–104300 Lista planetelor minore/104201–104300 | 104301–104400 Lista planetelor minore/104301–104400 | 104301–104400 Lista planetelor minore/104301–104400 | 104301–104400 Lista planetelor minore/104301–104400 | 104301–104400 Lista planetelor minore/104301–104400 | 104301–104400 Lista planetelor minore/104301–104400 | 104401–104500 Lista planetelor minore/104401–104500 | 104401–104500 Lista planetelor minore/104401–104500 | 104401–104500 Lista planetelor minore/104401–104500 | 104401–104500 Lista planetelor minore/104401–104500 | 104401–104500 Lista planetelor minore/104401–104500 | 104501–104600 Lista planetelor minore/104501–104600 | 104501–104600 Lista planetelor minore/104501–104600 | 104501–104600 Lista planetelor minore/104501–104600 | 104501–104600 Lista planetelor minore/104501–104600 | 104501–104600 Lista planetelor minore/104501–104600 | 104601–104700 Lista planetelor minore/104601–104700 | 104601–104700 Lista planetelor minore/104601–104700 | 104601–104700 Lista planetelor minore/104601–104700 | 104601–104700 Lista planetelor minore/104601–104700 | 104601–104700 Lista planetelor minore/104601–104700 | 104701–104800 Lista planetelor minore/104701–104800 | 104701–104800 Lista planetelor minore/104701–104800 | 104701–104800 Lista planetelor minore/104701–104800 | 104701–104800 Lista planetelor minore/104701–104800 | 104701–104800 Lista planetelor minore/104701–104800 | 104801–104900 Lista planetelor minore/104801–104900 | 104801–104900 Lista planetelor minore/104801–104900 | 104801–104900 Lista planetelor minore/104801–104900 | 104801–104900 Lista planetelor minore/104801–104900 | 104801–104900 Lista planetelor minore/104801–104900 | 104901–105000 Lista planetelor minore/104901–105000 | 104901–105000 Lista planetelor minore/104901–105000 | 104901–105000 Lista planetelor minore/104901–105000 | 104901–105000 Lista planetelor minore/104901–105000 | 104901–105000 Lista planetelor minore/104901–105000 |
| --------------------------------------------------- | --------------------------------------------------- | --------------------------------------------------- | --------------------------------------------------- | --------------------------------------------------- | --------------------------------------------------- | --------------------------------------------------- | --------------------------------------------------- | --------------------------------------------------- | --------------------------------------------------- | --------------------------------------------------- | --------------------------------------------------- | --------------------------------------------------- | --------------------------------------------------- | --------------------------------------------------- | --------------------------------------------------- | --------------------------------------------------- | --------------------------------------------------- | --------------------------------------------------- | --------------------------------------------------- | --------------------------------------------------- | --------------------------------------------------- | --------------------------------------------------- | --------------------------------------------------- | --------------------------------------------------- | --------------------------------------------------- | --------------------------------------------------- | --------------------------------------------------- | --------------------------------------------------- | --------------------------------------------------- | --------------------------------------------------- | --------------------------------------------------- | --------------------------------------------------- | --------------------------------------------------- | --------------------------------------------------- | --------------------------------------------------- | --------------------------------------------------- | --------------------------------------------------- | --------------------------------------------------- | --------------------------------------------------- | --------------------------------------------------- | --------------------------------------------------- | --------------------------------------------------- | --------------------------------------------------- | --------------------------------------------------- | --------------------------------------------------- | --------------------------------------------------- | --------------------------------------------------- | --------------------------------------------------- | --------------------------------------------------- |

| Predecesor: 103001–104000 | Lista planetelor minore 104001–105000 Semnificații ale numelor: 104001–105000 | Succesor: 105001–106000 |